# Качапоаль (провинция)
Провинция Качапоаль  (исп. Provincia de Cachapoal) — провинция в Чили в составе области Либертадор-Хенераль-Бернардо-О’Хиггинс.
Включает в себя 17 коммун.
Территория — 7516,7 км². Численность населения — 646 133 жителя (2017). Плотность населения — 85,96 чел./км².
Административный центр — Ранкагуа.

## География
Провинция расположена на северо-востоке области Либертадор-Хенераль-Бернардо-О’Хиггинс.
Провинция граничит:
- на севере — с провинциями Мелипилья, Майпо и Кордильера;
- на востоке — с провинцией  Мендоса (Аргентина);
- на юге — с провинцией Кольчагуа;
- на западе — с провинцией Карденаль-Каро

## Административное деление
Провинция включает в себя 17 коммун:
- Кодегуа. Административный центр — Кодегуа.
- Коинко. Административный центр — Коинко.
- Кольтауко. Административный центр — Кольтауко.
- Доньиуэ. Административный центр — Доньиуэ.
- Гранерос. Административный центр — Гранерос.
- Лас-Кабрас. Административный центр — Лас-Кабрас.
- Мачали. Административный центр — Мачали.
- Мальоа. Административный центр — Мальоа.
- Оливар. Административный центр — Оливар.
- Пеумо. Административный центр — Пеумо.
- Пичидегуа. Административный центр — Пичидегуа.
- Кинта-де-Тилькоко. Административный центр — Кинта-де-Тилькоко.
- Ранкагуа. Административный центр — Ранкагуа.
- Рекиноа. Административный центр — Рекиноа.
- Ренго. Административный центр — Ренго.
- Мостасаль. Административный центр — Мостасаль.
- Сан-Висенте-де-Тагуа. Административный центр — Сан-Висенте-де-Тагуа.

## Демография
Согласно сведениям, собранным в ходе переписи 2017 г. Национальным институтом статистики (INE),  население провинции составляет:
| Полное население                            | Полное население                            | Полное население                            | Полное население                            | Полное население                            | 646 133 |
| ------------------------------------------- | ------------------------------------------- | ------------------------------------------- | ------------------------------------------- | ------------------------------------------- | ------- |
| в том числе:                                | Городское население                         | 515 883                                     | Процент городского населения, %             | 79,84                                       |         |
|                                             | Сельское население                          | 130 250                                     | Процент сельского населения, %              | 20,16                                       |         |
|                                             | Мужское население                           | 319 667                                     | Процент мужского населения, %               | 49,47                                       |         |
|                                             | Женское население                           | 326 466                                     | Процент женского населения, %               | 50,53                                       |         |
| Плотность населения, чел/км²                | Плотность населения, чел/км²                | Плотность населения, чел/км²                | Плотность населения, чел/км²                | Плотность населения, чел/км²                | 85,96   |
| Население провинции в % к населению области | Население провинции в % к населению области | Население провинции в % к населению области | Население провинции в % к населению области | Население провинции в % к населению области | 70,65   |

| Динамика изменения населения провинции | Динамика изменения населения провинции | Динамика изменения населения провинции | Динамика изменения населения провинции |
| -------------------------------------- | -------------------------------------- | -------------------------------------- | -------------------------------------- |
| 1992                                   | 2002                                   | 2012                                   | 2017                                   |
| 477 030                                | 542 901▲                               | 612 703▲                               | 646 133▲                               |